# Justyn (Malcew)
Justyn, imię świeckie: Iwan Nikołajewicz Malcew (ur. 1891 w Głubokim, zm. 4 kwietnia 1950 w Kazaniu) – rosyjski biskup prawosławny.

## Życiorys
Był synem prawosławnego diakona. Ukończył seminarium duchowne w Wołogdzie, zaś w 1911 rozpoczął wyższe studia teologiczne w Kazańskiej Akademii Duchownej, ukończone w 1915. 28 listopada tego samego roku został wyświęcony na kapłana i do 1918 opiekował się cerkwią Opieki Matki Bożej przy I gimnazjum żeńskim w Wołogdzie, a następnie również przy III gimnazjum żeńskim i instytucie nauczycielskim. Był kapłanem żonatym, miał jedną córkę.
W 1918, po rewolucji październikowej wszystkie cerkwie Wołogdy, oprócz katedralnego soboru eparchii wołogodzkiej zostały zlikwidowane. W 1921 ks. Malcew przeszedł do Żywej Cerkwi i przez trzy lata wykładał na kursach przygotowujących kandydatów na jej kapłanów do przyjęcia święceń. Po likwidacji kursów przez władze bolszewickie przeniósł się do Czeriepowca, gdzie był proboszczem parafii przy miejscowym soborze, de facto zaś zarządzał całą eparchią czeriepowiecką w ramach Żywej Cerkwi. W 1931 przeprowadził się do Kineszmy i służył w miejscowym soborze do jego zamknięcia w 1936. Do 1939 Żywa Cerkiew, poddana prześladowaniom na równi z kanonicznym Patriarchatem Moskiewskim, przestała faktycznie funkcjonować. Ks. Malcew ukończył kurs przygotowujący do zawodu księgowego i do 1942, do śmierci żony, pracował w tym charakterze w Kineszmie. Następnie przeniósł się domu rodzinnego w Wołogdzie, gdzie mieszkał razem z matką i dwiema siostrami. Według innego źródła od 1937 do 1943 był więźniem łagrów. 
1 października 1944 ks. Malcew został ponownie przyjęty do Rosyjskiego Kościoła Prawosławnego. Pozwolono mu zachować godność protoprezbitera uzyskaną w Żywej Cerkwi oraz powierzono zadania proboszcza parafii przy cmentarnej cerkwi w Wołogdzie.
5 stycznia 1945 złożył wieczyste śluby mnisze, zaś trzy dni później został wyświęcony na biskupa wołogodzkiego i czeriepowieckiego. W okresie administrowania przez niego eparchią otwarto w niej 17 nowych świątyń, bez powodzenia działał również na rzecz reaktywacji seminarium duchownego w Wołogdzie oraz jednego z wołogodzkich monasterów. W 1949 biskup Justyn został przeniesiony na katedrę pskowską, jednak już po dwóch miesiącach wyznaczono go na biskupa kazańskiego i czystopolskiego. W tym okresie był już ciężko chory; jako biskup kazański odprawił jedynie trzy Święte Liturgie, po czym choroba przykuła go do łóżka. W 1950 otrzymał oficjalny urlop; 4 kwietnia tego roku zmarł. Został pochowany w cerkwi Świętych Cudotwórców Jarosławskich na cmentarzu Arskim w Kazaniu.